# Diabigué
Diabigué is een gemeente (commune) in de regio Kayes in Mali. De gemeente telt 9400 inwoners (2009).
De gemeente bestaat uit de volgende plaatsen:
- Assamangatéré
- Diabigué
- Diguera Maure
- Djélidoundalah
- Dougué Dabaye
- Hamar Ould Sidi
- Kheriguedé
- Kidinga
- Madina Koura
- Magonith
- Merimidi
- Naha Kara
- Seye
- Troungoumbé Maure